# Житковци
Житковци (словен. Žitkovci, мађ. Zsitkóc) су насељено место у општини Добровник, Помурска регија, Словенија.

## Историја
До територијалне реорганизације у Словенији били су у саставу старе општине Лендава.

## Становништво
У попису становништва из 2011. године, Житковци су имали 128 становника.
| Број становника према пописима | Број становника према пописима | Број становника према пописима |
| ------------------------------ | ------------------------------ | ------------------------------ |
| 1991                           | 2002                           | 2011                           |
| 175                            | 142                            | 128                            |